# Hartenholm
Hartenholm là một đô thị ở huyện Segeberg, bang Schleswig-Holstein Segeberg, ở bang Schleswig-Holstein, Đức. Đô thị Hartenholm có diện tích 15,37 km², dân số thời điểm ngày 31 tháng 12 năm 2006 là 1752 người.